# Хантсвилл (тауншип, Миннесота)
Хантсвилл (англ. Huntsville) — тауншип в округе Полк, Миннесота, США. На 2000 год его население составило 586 человек.

## География
По данным Бюро переписи населения США площадь тауншипа составляет 92,5 км², из которых 92,0 км² занимает суша, а 0,5 км² — вода (0,53 %).

## Демография
По данным переписи населения 2000 года здесь находились 586 человек, 182 домохозяйства и 159 семей.  Плотность населения —  6,4 чел./км².  На территории тауншипа расположено 200 построек со средней плотностью 2,2 построек на один квадратный километр. Расовый состав населения: 96,25 % белых, 0,68 % коренных американцев, 2,73 % — других рас США и 0,34 % приходится на две или более других рас. Испанцы или латиноамериканцы любой расы составляли 2,90 % от популяции тауншипа.
Из 182 домохозяйств в 47,8 % воспитывались дети до 18 лет, в 78,0 % проживали супружеские пары, в 6,0 % проживали незамужние женщины и в 12,1 % домохозяйств проживали несемейные люди. 9,3 % домохозяйств состояли из одного человека, при том 3,8 % из — одиноких пожилых людей старше 65 лет. Средний размер домохозяйства — 3,22, а семьи — 3,46 человека.
34,3 % населения — младше 18 лет, 7,0 % — в возрасте от 18 до 24 лет, 27,5 % — от 25 до 44, 23,7 % — от 45 до 64, и 7,5 % — старше 65 лет. Средний возраст — 36 лет. На каждые 100 женщин приходилось 113,1 мужчин.  На каждые 100 женщин старше 18 приходилось 102,6 мужчин.
Средний годовой доход домохозяйства составлял 53 929 долларов, а средний годовой доход семьи —  55 833 доллара. Средний доход мужчин —  37 500  долларов, в то время как у женщин — 22 083. Доход на душу населения составил 16 115 долларов. За чертой бедности находились 6,1 % семей и 6,6 % всего населения тауншипа, из которых 9,4 % младше 18 и 9,8 % старше 65 лет.